# Uzbekistan i olympiska vinterspelen 2006
Uzbekistan deltog med fyra deltagare vid de olympiska vinterspelen 2006 i Turin. Ingen av landets deltagare erövrade någon medalj.

## Alpin skidåkning
- Qayrat Ermetov

## Konståkning
- Marina Aganina
- Anastasiya Gimazetdinova
- Artiom Knjazev